# Liste der Straßenbrunnen im Berliner Bezirk Treptow-Köpenick
Die Liste der Straßenbrunnen im Berliner Bezirk Treptow-Köpenick ist eine Übersicht der aktuell  existierenden Brunnen in den Ortsteilen des Bezirks. Sie ist gleichzeitig eine der 12 Übersichtslisten zu den Notwasserbrunnen des Artikels Straßenbrunnen in Berlin.

## Überblick
Die Liste ist nach Ortsteilen, Flurabstand des Grundwassers (im Jahr 2009) und Pumpenform sortierbar. Nicht näher erkennbare Grundstücksnummern sind in Klammern und teilweise mit vorgesetzten „#“ in der Adresse markiert. Die Zahlen an den Säulen wurden innerhalb der Alt-Bezirke vor der Bezirksfusion vergeben und können sich als Ziffern wiederholen. In der Beschreibung sind markante Umstände zusammengetragen und mit Fotografien ergänzt und zudem sind die Einträge nach Ortsteil gegliedert auf Wikimedia-Commons anzusehen. Beim Zusammentragen der Listenelemente wurden einerseits Aufnahmen in Openstreetmap, die Einträge aus der Liste der Piratenanfrage im Abgeordnetenhaus von 2015 und Darstellungen auf älteren Quellen wie aus StreetView der Jahre 2008 und 2009 genutzt.
Nach Angaben aus dem Bezirksamt auf eine schriftliche Anfrage existieren 83 Notwasserpumpen im Bezirk. Nach der Drucksache 7/15418 gibt es im Bezirk sechs Landesbrunnen. Die Schilder „Kein Trinkwasser“ befinden sich vorwiegend als Schriftzeile auf einem Blechschild über dem Austrittsrohr in Höhe des oberen Schwengelendes. Die Wassereigenschaften werden regelmäßig vom Gesundheitsamt beprobt, die in der Liste aufgenommenen Hinweise sind im Wesentlichen bei der Aufnahme und Begehung durch Wikipedia und OpenStreetMap-User im Jahre 2018 beobachtet worden. Durch die regelmäßigen amtlichen Beprobungen auf Wasserqualität und Komplexkontrollen durch Brunnenfirmen können Änderungen entstehen. Im Bedarfsfall ist individuell der zeitgerechte Zustand am jeweiligen Standort festzustellen. Die Liste soll vorrangig der Darstellung von Typen und Formen der Brunnenkörper dienen. Für den Nutzer wird dabei der Standort wichtig sein, wenn er im Bedarfsfall einen solchen Brunnen zur Notwasserversorgung suchen will.
Eine aktuelle Standortbestimmung ergab sich neben den Ortsbegehungen von WP-Usern und Feststellungen bei den Arbeiten zu OpenStreetMap aus der Darstellung der Ergebnisse der Straßenbefahrung, die 2014/2015 vom Senat beauftragt wurde. Digital wurden danach die Straßenmöbel und Ausstattungszustücke ausgewertet und auf Kartenmaterial unter Geoportal des Landesvermessungsamtes dargestellt. Erreichbar ist das Kartenmaterial über den Link des Geoportals. Die für diesen Artikel wichtigen Kartendetails sind mit dem Suchwort „Straßenbefahrung 2014“ erreichbar und mit der entsprechenden Adresse zu suchen. Standorte der Straßenbrunnen sind mit einem blauen Quadrat markiert. Als Untergrund für die Darstellung kann verschiedenes Kartenmaterial ausgewählt werden. Der Überblick über die Standorte von Berliner Straßenbrunnen ist unter anderem im Ergebnis der Vor-Ort-Begehungen über eine OSM-gestützte Karte im Vergleich der WP-erfassten und der 2014 erfassten Plumpen zu erreichen. Ein weiterer Abgleich von Formen und Standorten ermöglichen die durch Google Earth freigegebenen Bilder von 2008/2009.
Auf Anfrage beim Bezirksamt wurde im Mai 2020 eine Liste von 103 aktuell aufgestellten Straßenbrunnen übermittelt, wobei 57 „TW“-Brunnen im Bereich des Alt-Bezirkes Treptow und 46 mit „K“ dem Alt-Bezirk Kopenick zugeordnet sind. Eine entsprechende Liste der Straßenbrunnen im Bezirk geordnet nach Kiezen (LOR-Planungsräume) wurde auf der Seite des Bezirksamtes veröffentlicht. Die Angaben der Liste sind mit den Standorten der Straßenbrunnen und Postleitzahl zugeordnet.
Auf der Webseite des Bezirksamtes ist eine Liste nach Ortsteilen und eine Karte mit Standorten von Straßenbrunnen vorhanden.

## Hinweise zur Liste
Entsprechend der Auskunft des Bezirksamtes Treptow-Köpenick vom November 2019 stehen im Bezirk insgesamt 105 Brunnen, 2009 waren es 96. Für Trinkwasserzwecke nicht unmittelbar geeignet sind nach dieser Unterlage 47 Standorte wegen chemischen und 28 wegen bakteriologischen Verunreinigungen. Für 2016 wurden aus dem Bezirksamt auf eine schriftliche Anfrage von 2017 83 funktionsfähige Brunnen genannt. Die folgende Liste aus dem Bezirksamt im Juni 2020 erhaltene Aufstellung enthält 103 Einträge, davon sind (jeweils fortlaufend nummeriert) 46 dem (Alt-)Bezirk Köpenick und 57 dem Bezirksbereich Treptow zugeordnet. Eine nach Ortsteilen festgestellte Anzahl folgt: xxxxxx. Eine Angabe des LOR-Planungsraums in der Spalte Lage soll eine räumliche Aufteilung genauer wiedergeben. Abgestimmt wurden die Listenelemente mit der für das Abgeordnetenhaus übergebenen Landesliste von 2015, wobei dort nicht genannte „StrBr“ den Bundesbrunnen zugeordnet sind. Eine weitere Quelle zu den Standorten ergibt sich aus der vom Senat veranlassten Straßenbefahrung von 2014/2015 bei der auch die (in Straßennähe stehenden) Notwasserbrunnen digital erfasst wurden. Bei einer angestrebten Anzahl von einem Brunnen/Zapfstelle je 1500 Einwohnern (nach den Festlegungen der 1970er Jahre) besteht bei der gegenwärtigen Einwohnerzahl (334.351) im Bezirk ein Bedarf von 171 Straßenbrunnen.
In der vom Bezirksamt bereitgestellten Liste konnten einige Straßenbrunnen allein nach der Adressangabe noch nicht genau verortet werden. Einerseits sind im Bezirk nicht alle Standorte bei den Befahrungsdaten von 2014 aufgenommen oder angegeben. Andererseits sind jene auf den StreetView-Bildern von 2008 nicht vorhanden, was für eine Aufstellung nach 2010 sprechen kann. Um diese Standort zu markieren, ist der Name bei den Koordinaten mit vorgesetztem „??“ kenntlich gemacht, entsprechend sind die aufgenommenen Geokoordinaten lediglich Zielwerte und sollten bei einer Begehung entsprechend genauer angegeben werden. Für das Jahr 2020 sind zwei Brunnen für eine Neuaufstellung mit „Überbohrung“ eingetragen: K0017 in Köpenick, Marienstraße 9, sowie TW038 in Treptowan der Otto-Franke-/ Handjerystraße. Für eine Neubohrung wären je Brunnen 28.000 Euro als Investitionssumme benötigt.
Für die Ortsteile des Bezirks werden Abkürzungen der LOR-Listen des Statistik-Amtes genutzt.
| - Alttr = Alt-Treptow - Plänt = Plänterwald - Baums = Baumschulenweg | - Johth = Johannisthal - Niesw = Niederschöneweide - Altgl = Altglienicke | - Adler = Adlershof - Bohnd = Bohnsdorf - Obers = Oberschöneweide | - Köpen = Köpenick - Frihg = Friedrichshagen - Rahnd = Rahnsdorf | - Grüna = Grünau - Müggh = Müggelheim - Schmö = Schmöckwitz |

## Notwasserbrunnen
| Ortsteil | Name/Nummer                   | Adresse Lage                                                                   | Form/Typ                              | Flurabstand Jahr | Bild, Anmerkungen |
| -------- | ----------------------------- | ------------------------------------------------------------------------------ | ------------------------------------- | ---------------- | --- |
| Alttr    | TW001                         | Schmollerplatz 27 Lage Elsenstraße                                             | FSH-L dreiteilige Säule               | 02–3 m           | Der Brunnen (OSM-ID: 1176680893; Mengerzeile/Schmollerplatz) steht vor dem Haus Schmollerplatz 27 in der Verlängerung der Mengerzeile. |
| Plänt    | TW002                         | Herkomer Straße ggü. 12 Lage Am Treptower Park Süd                             | FSH-L dreiteilige Säule               | 1,5–2 m          | Der Brunnen (OSM-ID: 7851278240) steht an der nordwestlichen Straßenseite, 25 Meter von der Straße Am Treptower Park entfernt. Der Brunnenstandort liegt gegenüber vom Eingang des Eckhauses Am Treptower Park 34/35. Auf dem anliegenden Grundstück (Am Treptower Park 32/33) befindet sich die belarussische Botschaft. In dem Villengebäude befand sich in den 1930er Jahren das Städtische Jugendheim (Grundstück Herkomer Straße 1/2, Am Treptower Park 32/33) und nach 1945 bis um 1990 ein Postamt. Am Treptower Park gegenüber befindet sich der südliche Zugang zum Sowjetischen Ehrenmal (Ortsteil Alt-Treptow). |
| Alttr    | TW003                         | Kiefholzstraße 420 (Kiefholzstraße/Wildenbruchstraße) Lage Elsenstraße         | FSH-L dreiteilige Säule               | 02–3 m           | Der Brunnen (OSM-ID: 4136447590) steht an der Ostseite der Kiefholzstraße vor dem Netto-Markt. Hinter diesem befindet sich das Gelände der ehemaligen Görlitzer Bahn, wobei dort der Flurabstand des Grundwassers steigt. |
| Alttr    | TW004                         | Am Treptower Park 77 Lage Elsenstraße                                          | FSH-L dreiteilige Säule               | 02–2,5 m         | Der Brunnen (OSM-ID: 6389108829) steht an der Ostseite der Straße Am Treptower Park vor der Kita Tausendfüßler. Auf der anderen Straßenseite befindet sich das Bundeskriminalamt. |
| Alttr    | TW005                         | Lohmühlenstraße 49 Lage Elsenstraße (Kungerkiez)                               | FSH-L dreiteilige Säule               | 02–3 m           | Der Brunnen (OSM-ID: 3689306373, Lohmühlenstraße/ Heidelberger Straße) steht 15 Meter von der Lohmühlenstraße nach Südosten an dem Fußweg der hinter den Wohnhäusern zum Schmollplatz führt. Dieser Weg ist im Bereich der Plumpe die Zufahrtstraße zu den Häusern 49–52 der Lohmühlenstraße, deren Eingänge hofseitig sind. |
| Alttr    | TW006                         | Kiefholzstraße ggü. 9 Lage Elsenstraße                                         | FSH-L dreiteilige Säule               | 2–2,5 m          | Der Brunnen (OSM-ID: 7851278238) steht in der Baumflucht an der Nordseite gegenüber dem Eckhaus Nummer 9, 20 Meter westlich der Mündung zur Krüllstraße (vormals Erwin-Moritz-Straße). Der Bahndamm hinter dem Brunnen zwischen Kiefholzstraße und Jordanstraße war die Zufahrt zum Görlitzer Bahnhof, dem heutigen Gelände des Görlitzer Parks. Der Brunnen ist durch zwei Baumbügel geschützt, das Parken auf dieser Straßenseite ist durch Holzpoller verhindert. Der Brunnen steht auf einer Betonplatte, der Abfluss erfolgt in einen Straßeneinlass auf dem Fußweg. |
| Plänt    | TW007                         | Am Plänterwald ggü. Köpenicker Landstraße 29 Lage Köpenicker Landstraße        | FSH-L dreiteilige Säule               | 02–3 m           | Der Brunnen (OSM-ID: 1726113340) steht vor der Kleingartenanlage Parkstraße. Der Standort befindet sich 30 Meter nordwestlich der Köpenicker Landstraße in die Straße Am Plänterwald hinein. |
| Plänt    | TW008                         | Orionstraße 56 Lage Plänterwald                                                | FSH-L dreiteilige Säule               | 02–2,5 m         | Der Brunnen (OSM-ID: 6497342839) steht am Gehwegrand in unmittelbarer Nähe des Nettomarktes und ca. 10 m von der Kreuzung mit dem Dammweg entfernt. |
| Plänt    | TW009                         | Willi-Sänger-Straße ggü. 2 Lage Köpenicker Landstraße                          | FSH-L dreiteilige Säule               | 2,5–3 m          | Der Brunnen (OSM-ID: 7851278236) steht auf einem erhöhten Fußflansch im Kleinpflasterstreifen vor der Garagenanlage. Unter dem Wasseraustritt befindet sich der Straßeneinlass. Hinter den sechs Garagen der Anlage, die (wohl) anderweitig genutzt werden, liegt das Gelände der Schule am Plänterwald (Willi-Sänger-Straße 1). Die Seitenstraße, von der Neuen Krugallee nach Südwesten abgehend, erschließt die viergeschossige Wohnbebauung aus den 1960er Jahren, die auf dem Gelände der KGA „Treptows Idyll“ entstand. Gegenüber vom Brunnenstandort an der platzartigen Erweiterung führt eine schmale Zufahrtstraße nach Norden zu den Wohnhäusern. |
| Plänt    | TW010                         | Eichbuschallee ggü. 1 Lage Baumschulenstraße                                   | FSH-L dreiteilige Säule               | 02,5–3 m         | Der Straßenbrunnen Eichbuschallee / Neue Krugallee ( OSM-ID: 6381133348) steht auf der Plänterwalder Seite der Eichbuschallee, 25 Meter von der deren Einmündung zur Neuen Krugallee. Der Häuserblock auf der Brunnenseite der Straße sind zur Neue Krugallee 120(-112) adressiert. Das der Pumpe gegenüberliegende viergeschossige Wohnhaus 1(-5) gehört zu Baumschulenweg, ebenso die gesamte Bebauung im Südwesten, zu Plänterwald gehören Straße und beide Bürgersteige. Schwengel und gegenüberliegender Wasseraustrittsrohr sind parallel der Eichbuschallee ausgerichtet. Für den Ablauf ist in der Betonfläche eine rechteckige Mulde mit Rost zur Regenentwässerung eingelegt. Der Brunnen selbst steht neben dem Randstreifen auf dem Gehweg. Anzumerken ist der größere Ring im Beton um die Grundplatte des Pumpenrohres herum, mit der diese auf dem Standrohr befestigt wird.                                                                                          |
| Baums    | TW011                         | Rodelbergweg ggü. 2 Lage Baumschulenstraße                                     | FSH-L dreiteilige Säule               | 04–7 m           | Der Brunnen (OSM-ID: 1759713969 -Rodelbergweg / Köpenicker Landstraße) steht südöstlich am Rodelbergweg an der Ecke zur Köpenicker Landstraße vor dem Plänterwaldbusch, 150 Meter vom Verbindungskanal (Markgrafbrücke) entfernt. Der Brunnen hat eine Quadratabdeckung neben dem Bordstein über den das Plumpenwasser abfließt. |
| Baums    | TW012                         | Hänselstraße/Heidekampweg Lage Baumschulenstraße                               | FSH-L dreiteilige Säule               | 1,5–2 m          | Der Brunnen (OSM-ID: 7781577388) steht auf einer Betonplatte zwischen zwei Baumbügeln. Die Hänselstraße ist nach Westen durch eine Pfostenreihe zum Abschnitt am Heidekampgraben (Geh-/ Radweg) unterbrochen. Der Brunnen steht zwischen der Fortsetzung dieser Poller zum Nordwestabschnitt des Heidekampwegs. Der Standort befindet sich gegenüber dem Verlauf des Heidekampwegs nach Südosten (Hausnummer 105 und 103, Kita Heidekampweg). Der Abfluss des Pumpwassers erfolgt in einen Straßeneinlass. Im Winkel von Heidekampweg und Hänselstraße gegenüber dem Brunnen befindet sich die „Schule am Heidekampgraben“ (Filiale der 2. Gemeinschaftsschule, Hänselstraße 14). Diese Unterbrechung in der Hänselstraße am Heidekampgraben entstand durch den Verlauf der Berliner Mauer, nach 1990 markiert der Grünzug am Heidekampgraben die Bezirksgrenze zwischen Neukölln und Treptow-Köpenick.                                                                              |
| Baums    | TW013                         | Heidekampweg/Rinkartstraße Lage Baumschulenstraße                              | FSH-L dreiteilige Säule               | 2,5–3 m          | Der Brunnen (OSM-ID: 7851278234) steht an der Nordseite vom Heidekampweg, 20 Meter von der Rinkartstraße entfernt und ca. 30 Meter vor der Stirnseite des viergeschossigen Wohnblocks Rinkartstraße 28 ff. Auf dem Gehsteig mit Formsteinen befindet sich eine Betonplatte mit einem runden Straßeneinlass. |
| Baums    | TW014                         | Dornbrunner Straße / Frauenlobstraße Lage Baumschulenstraße                    | FSH-L dreiteilige Säule               | 3–4 m            | Der Brunnen (OSM-ID: 7830473685) steht in der Dornbrunner Straße (östliche Parallelstraße zum Baumschulenweg) gegenüber von Hauseingang 20 zu Eckhaus 22 an der östlichen Straßenseite, das sind 35 Meter nördlich der Frauenlobstraße. Der Brunnenfuß befindet sich neben einem Kanaldeckel auf einem Pflasterfeld im Bereich des Randtreifens und der Gehwegplatten. Auf dem Grundstück am Brunnen ist das Gelände (Südwestecke) der Kita Dornburger Straße. |
| Baums    | TW015                         | Hohenbirker Weg ggü. 2 / Kiefholzstraße Lage Baumschulenweg                    | FSH-L dreiteilige Säule               | 03–4 m           | Der Brunnen (OSM-ID: 6966390503) befindet sich am Hohenbirker Weg gegenüber von Haus 2. Hinter dem Brunnen beginnt die Grünfläche, die sich hier ca. 100 m die Kiefholzstraße entlang zieht. |
| Baums    | TW016                         | Forsthausallee ggü. 2 Baumschulenstraße 64 Lage Baumschulenstraße              | Krause                                | 03,5–5 m         | Der Straßenbrunnen 16 (OSM-ID: 1767778181 – Forsthausallee/Baumschulenstraße) steht an der runden Fahrbahn der Forsthausallee / Ecke Baumschulenstraße zwischen den Formsteinen des Gehwegs. In seiner Höhe liegt der Fußgängerübergang. Die Rasenfläche dahinter zur anliegenden Kleingartenanlage Forsthausallee ist als Grundstück mit der Hausnummer 1 adressiert. Der Brunnenstandort ist deshalb als gegenüber Forsthausallee 2 anzuzeigen. Pumpenschwengel und Austrittsrohr liegen rechtwinklig zueinander. Der Wasserablauf erfolgt in den eigenen runden halboffenen Rost (Straßeneinlass) zur unterirdischen Straßenentwässerung. Solche gesonderte Einlässe wurden auf Grund neuer Verordnung seit Beginn der 2010er Jahre eingeführt. Bis 1960 ist eine spitze Straßenecke eingezeichnet. Zu beiden angrenzenden Fahrbahnen entspricht dies einem Abstand von 5 m. Angemerkt sei, dass sich bis zum Mauerfall ergänzende Anlagen für den Übergang Sonnenallee befanden. |
| Plänt    | TW017                         | Kiefholzstraße / vor Dammweg 164 Lage Plänterwald                              | FSH-L dreiteilige Säule               | 02–3 m           | Der Brunnen (OSM-ID: 1584145006) steht an der Fahrbahn der Kiefholzstraße 10 Meter von deren Nordwestecke mit dem Dammweg. Die Plumpe steht auf einem Pflasterquadrat im Randstreifen des Gehwegs gefolgt von einer Hecke zu den weiteren Parkbuchten. Das Austrittsrohr befindet sich an einer kurzen Erweiterung des Mittelrohrs über dem Brunnenständer. |
| Plänt    | TW018                         | Erich-Lodemann-Straße 125 Lage Am Treptower Park Süd                           | FSH-L dreiteilige Säule               | 2–2,5 m          | Der Brunnen (OSM-ID: 7851278232) steht 130 Meter von der Eichbuschallee an einem Seitenast der längs zur Bahnlinie verlaufenden Erich-Lodemann-Straße. Der Standort des Brunnens befindet sich an der Ecke des Hauses 125 zwischen Haus und Zufahrtsweg zum Häuserblock 125–133. Der Schwengel am Brunnenständer befindet sich zum Zufahrtsweg und der Austritt zur Hecke vor der Müll- / Recyclinganlage. |
| Plänt    | TW019                         | Eichbuschallee 21 (Köpenicker Landstraße) Lage Plänterwald                     | FSH-L dreiteilige Säule               | 02,5–3 m         | Der Brunnen (OSM-ID: 6381133347) steht am Straßenrand vor dem Haus Eichbuschallee 21, westlich der Kreuzung mit der Köpenicker Landstraße. |
| Baums    | TW020                         | Frauenlobstraße/Rinkartstraße Lage Baumschulenstraße                           | FSH-L dreiteilige Säule               | 3–4 m            | Der Brunnen (OSM-ID: 7851278231) steht unweit des nordwestlichen Endes der Frauenlobstraße. Gegenüber der Frauenlobstraße 5 befindet sich eine Rasenfläche, die vom viergeschossigen Wohnblock Heidekampweg 48–48b, von der Frauenlobstraße und dem Heidekampweg begrenzt wird. An der Ostecke dieser Rasenfläche steht der Straßenbrunnen auf einer Betonplatte im Rasen neben dem Gehsteig, wobei am Austritt zum Gehweg ein Straßeneinlass das Pumpwasser aufnimmt. |
| Johth    | TW021                         | Am Alten Fenn, neben Eibenweg 56 Lage Johannisthal WestKolonialbeamtensiedlung | Kompakt                               | 03–4 m           | Der Brunnen (OSM-ID: 7363607579) steht in der „Kolonialbeamtensiedlung“ Am Alten Fenn (Nordseite) direkt auf dem Fußweg vor dem Flurstück Eibenweg 56, 20 Meter zum Straßeneck. Das quaderförmige Pumpengehäuse ist geschweißt, der Schwengel ist ähnlich denen der Westberliner Schliephackepumpen gestaltet und der Wasseraustritt diesem gegenüber ragt als überdeckter Ansatz heraus. Ein verschraubtes Blechschild Kein Trinkwasser befindet sich auf dem breiten Seite zur Straße zu, während der Zusatz „Für Notwasser geeignet“ in blauer Schrift oberhalb vom Wasseraustritt angebracht ist. Insgesamt steht das Brunnengehäuse auf einer rechteckigen Platte, die über Niveau ragt. Vor der Austrittsseite liegt im Gehweg eine Platte mit Mulde und Abflussrinne zum Bordstein. Die hiesige Siedlung stand bereits in den 1930er Jahren, der Brunnenstandort entstammt (wohl) dieser Zeit, die Umhüllung ist auf rostiger Oberfläche lackiert.                            |
| Johth    | TW022                         | Fielitzstraße 30 Lage Komponisten-Viertel                                      | FSH-L dreiteilige Säule               | 04–7 m           | Der Brunnen (OSM-ID: 7363607578) steht auf der Grasfläche neben dem Haus Fielitzstraße 30. Dieser unbenannte Platz mit einer Rasenfläche wird begrenzt durch die Fielitz-, die Megede- und die Draesekestraße. |
| Johth    | TW023                         | Springbornstraße 118 Lage Johannisthal-Süd                                     | FSH-L dreiteilige Säule               | 02,5–3 m         | Der Brunnen (OSM-ID: 7363607577) steht am Beginn der Zufahrtsstraße zu den Häusern Springbornstraße 108 bis 174 inmitten einer von Sträuchern bewachsenen Grünfläche zwischen Straße und Parkplatz. In der BA-Liste als Brunnen Springbornstraße 174 geführt. |
| Johth    | TW024                         | Akeleiweg 46 Lage Johannisthal-Süd                                             | FSH-L dreiteilige Säule               | 01,5–2 m         | Der Brunnen (OSM-ID: 7363607576) steht auf dem Grünstreifen zwischen Straße und Gehweg vor dem Haus Nr. 46. |
| Baums    | TW025                         | Mahonienweg/Berberitzenweg Lage Späthsfelde                                    | FSH-L dreiteilige Säule               | 3–4 m            | Der Brunnen (OSM-ID: 7851278245) befindet sich zentral in der Siedlung Späthsfelde am Mahonienweg vor dem Gebäude Nummer 76, 30 Meter südöstlich der Kreuzung zum Berberitzenweg. Der Brunnen ist mit drei Schutzbügeln gegen Anfahrschäden geschützt. |
| Johth    | TW026                         | Südostalle 134 (Kinderheim) Lage Johannisthal West                             | FSH-L dreiteilige Säule               | 4–7 m            | Der Brunnen (OSM-ID 8628508906) steht mitten in der Grünfläche zwischen Fußweg und dem Parkplatz am Rand des Wohnparkes Königsheide. Der Aufstellungsort ist auf Grund des dichten Bewuchses schwer einsehbar. |
| Johth    | TW027                         | Groß-Berliner Damm 52 Lage Johannisthal Ost                                    | FSH-L dreiteilige Säule               | 03–4 m           | Der Brunnen (OSM-ID: 1330383731) steht an der Westseite des Groß-Berliner Damms zwischen Nieber- und Pilotenstraße (zu letzterer 70 Meter). Diese Fahrbahn wurde um 2010 eingerichtet und der Brunnen stand bis dahin noch nicht. |
| Johth    | TW028                         | Vereinsstraße/Mühlbergstraße Lage Johannisthal Ost                             | FSH-L dreiteilige Säule               | 3–4 m            | Die Vereinsstraße hat zwei Schnittpunkte mit der Mühlbergstraße: der Brunnen TW28 (OSM-ID: 7851278242) steht auf der dreieckigen Grünfläche, die am Lindhorstweg von Vereins- und Mühlbergstraße sowie dem fünfgeschossigen Wohnhaus Mühlbergstraße 22 (Kopfbau) gebildet wird. Der Brunnen war auf StreetView 2008 noch nicht vorhanden. |
| Niesw    | TW029                         | Hasselwerderstraße ggü. 12a / Fennstraße Lage Niederschöneweide                | FSH-L dreiteilige Säule               | 02,5–3 m         | Der Brunnen (OSM-ID: 7142981092) befindet sich auf der Nordseite der Hasselwerderstraße gegenüber liegt das Eckhaus mit der Nr. 12a. Hier beginnt die Fennstraße. Die Spree fließt hier in ca. 170 m Entfernung entlang. |
| Niesw    | TW030                         | Britzer Straße ggü. 12 (Schnellerstraße) Lage Niederschöneweide                | FSH-L dreiteilige Säule               | 02,5–3 m         | Brunnen (OSM-ID: 6381133349) befindet sich am Bordsteinrand der Britzer Straße vor der ehemaligen Schauspielschule „Ernst Busch“. Die Spree ist nur ca. 100 m entfernt. |
| Niesw    | TW031                         | Oberspreestraße 16a (Eisblumenstraße) Lage Oberspree                           | FSH-L dreiteilige Säule               | 03–4 m           | Der Brunnen (OSM-ID: 6352015841) befindet sich am Bordsteinrand der sogenannten kleinen Oberspreestraße vor dem Haus Nr. 16a. |
| Niesw    | TW032                         | Köllnische Straße ggü. 40 Lage Niederschöneweide                               | FSH-L dreiteilige Säule               | 03–4 m           | Der Brunnen (OSM-ID: 6356188797) befindet sich auf der kleinen Grünfläche gegenüber der Köllnischen Straße 40. |
| Niesw    | TW033                         | Schnellerstraße 83 Lage Oberspree                                              | FSH-L dreiteilige Säule               | 02,5–3 m         | Der Brunnen (OSM-ID: 63520158429) steht an der westlichen Ecke Schnellerstraße / Bruno-Bürgel-Weg und befindet sich auf dem Rasen des Vorgartens von Haus Nr. 83, der mit einem Zaun vom Straßenland getrennt ist. Der Brunnen steht auf dem Privatgelände unmittelbar hinter dem Wartehäuschen der Bushaltestelle. |
| Niesw    | TW034                         | Rudower Straße 4 Lage Schnellerstraße                                          | Krause                                | 02,5–3 m         | Der Brunnen (OSM-ID: 7164201835) wurde Anfang 2020 neu errichtet. Er steht auf dem Grünstreifen zwischen Straße und Gehweg auf der Westseite der Rudower Straße vor dem barackenartigen Bau eines Kegelsportvereins. Der Brunnen ersetzt den FSH-L-Brunnen gleicher Nummer auf der östlichen Straßenseite (Rudower Straße 10), der zusammen mit der Kaiser's-Kaufhalle 2016 abgerissen wurde. Der Brunnen liegt ca. 190 m von der Spree entfernt. Südlicher im Winkel zwischen Grimau- und Rudower Straße befindet sich die Archenhold-Schule. |
| Niesw    | TW035                         | Sanddornstraße ggü. Kita Wirbelwind Lage Oberspree                             | FSH-L dreiteilige Säule               | 02,5–3 m         | Der Brunnen (OSM-ID: 7329229519) steht etwas versteckt in einer Dornenhecke ca. 10 m von der Einmündung in die Moosstraße entfernt. Auf der gegenüberliegenden Seite der Sanddornstraße befindet sich der Kindergarten Wirbelwind. |
| Adler    | TW036                         | Florian-Geyer-Straße ggü. 78 Lage Adlershof Ost                                | FSH-L dreiteilige Säule               | 02,5–3 m         | Der Brunnen (OSM-ID: 6336206829) steht in der Florian-Geyer-Straße am Straßenrand gegenüber dem Haus 78. Hinter dem Brunnen befindet sich der Kindergarten Pfingstberggasse. |
| Adler    | (ohne)                        | Friedlander Straße 158 (Friedhof Adlershof) Lage Adlershof Ost                 | FSH-L dreiteilige Säule               | 2,5–3 m          | Der Brunnen (OSM-ID: 6404690276) steht 20 Meter auf dem Friedhof Adlershof am Eingang Friedlander Straße (Friedhofskapelle als Friedlander Straße 156). Auf der anderen Seite der Friedhofumfriedung steht das von der Helbigstraße zugängliche Wohngebäude Friedlander Straße 158. |
| Adler    | TW037                         | Friedlander Straße 57 Lage Adlershof Ost                                       | FSH-L dreiteilige Säule               | 03–4 m           | Der Brunnen (OSM-ID: 6966390504,) steht auf dem Grünstreifen zwischen Straße und Gehweg vor dem Grundstück Friedlander Straße 57. |
| Adler    | TW038                         | Otto-Franke-Straße / Handjerystraße Lage Adlershof Ost                         | abgebaut                              |                  | Der Brunnen stand in der Otto-Franke-Straße an deren Kreuzung mit der Handjerystraße. Wohl auf Grund der Grundwassersituation und dem Zustand des Brunnens geschuldet und wohl auch wegen der Nähe zum Arndtplatz (200 Meter fußläufig, TW052) wurde der Straßenbrunnen stillgelegt, eingelagert und gezogen. Für das Jahr 2020 war jedoch die Instandsetzung durch eine Überbohrung vorgesehen und damit eine Wiederherstellung des Brunnens im Adlershofer Südosten. Mit einer Neubohrung könnte es zu einem Standort in der Nähe der vorherigen Aufstellung kommen. Der Brunnen ist im Eigentum des Landes Berlin. |
| Adler    | TW039                         | Radickestraße 43 / 2. Gesamtschule Lage Adlershof Ost                          | FSH-L                                 | 2–2,5 m          | Der Brunnen (OSM-ID: 8554634669) steht auf dem Schulgelände ca. 10 m hinter dem schmiedeeisernen Zaun. Das begrünte Gelände wird an den anderen drei Seiten fast vollständig vom U-förmigen Schulgebäude umschlossen. |
| Adler    | TW040                         | Vogelbeerstraße/Husstraße Lage Adlershof Ost                                   | FSH-L dreiteilige Säule               | 3–4 m            | Der FSH-L-Brunnen (OSM-ID: 7851278237) steht auf einer Betonplatte in der Rasenfläche 30 Meter vor dem Häuserblock Vogelbeerstr. 9–15, genau gegenüber der Einmündung der Husstraße, einer Einbahnstraße zur Vogelbeerstraße. |
| Bohnd    | TW041                         | Lindenstraße / Prieborner Straße Lage Bohnsdorf                                | FSH-L dreiteilige Säule               | 20–30 m          | Der Brunnen (OSM-ID: 7489006197) steht 10 Meter von der Prieborner Straße an der Nordseite der Lindenstraße am Eckgrundstück auf dem Rasenrand des Gehwegs. Das Siedlungshaus an der Ecke ist mit Prieborner Straße 79 / Lindenstraße 78 ausgewiesen. Zum Schutz des Brunnenständers, der auf einer Betonplatte steht, sind an beiden Seiten Baumbügel eingelassen. Schwengel und Austritt sind parallel zum Gehweg ausgerichtet. |
| Bohnd    | TW042                         | Dahmestraße ggü. 47 Lage Bohnsdorf                                             | FSH-L dreiteilige Säule               | 20–30 m          | Der Brunnen (OSM-ID: 3179454285, Dahmestraße 44 / Buntzelstraße) steht schräg gegenüber der Fritz-Kühn-Schule im Baumstreifen am Nordrand der Dahmestraße und hinter (südlich) dem Siedlungshaus Buntzelstraße 91, deren Kreuzung ihrerseits 60 Meter westlich liegt. |
| Bohnd    | TW043                         | Joachimstraße neben Schulzendorfer Straße 12 Lage Bohnsdorf                    | FSH-L dreiteilige Säule               | 02–3 m           | Der Brunnen (OSM-ID: 3518234403) steht am Nordrand der Joachimstraße 15 m von der Schulzendorfer Straße entfernt am Eckgrundstück Schulzendorfer Straße 12. |
| Bohnd    | TW044                         | Kranichstraße 6 Lage Bohnsdorf                                                 | FSH-L dreiteilige Säule               | 15–20 m          | Der Brunnen (OSM-ID: 2687646269, Kranichstraße/Stromstraße) steht in der Kranichstraße 30 Meter südlich der Stromstraße. Vom Standort 90 Meter nach Osten Richtung Eichbuschstraße verringert sich der Flurabstand auf 2 Meter. |
| Altgl    | TW045                         | Markulfweg 23 Lage Altglienicke                                                | FSH-L dreiteilige Säule (lange Hülse) | 15–20 m          | Der Brunnen (OSM-ID: 7550051053) steht Markulfweg 23 an der östlichen Straßenseite. Der Brunnenstandort liegt wenig rechts vor der Zufahrt zu den hinteren Grundstücke 19 und 21. Er steht in den Formsteinen mitten auf dem östlichen Gehweg in einer Betonumrandung. Der Ablauf erfolgt über den Bordstein in den Straßensinkkasten. |
| Altgl    | TW046                         | Preußenstraße 55a / Schirnerstraße Lage Dorf Altglienicke                      | Wolf FSH-L dreiteilige Säule          | 20–30 m          | Der Brunnen (OSM-ID: 7550051050, Schirner Straße ggü. 30) steht am Westrand der Preußenstraße vor dem Wohnhaus 55a und 20 Meter von der Schirnerstraße nach Südosten. Der Brunnen steht direkt am Bordstein in eine Betonplatte eingelassen, die von Baumbügeln begrenzt ist. Schwengel und Austritt befinden sich in Bordsteinrichtung. Eine Abflussrinne ist in die Betonplatte eingelassen. |
| Altgl    | TW047                         | Schönefelder Chaussee ggü. 231 Lage Wohngebiet II                              | FSH-L dreiteilige Säule               | 20–30 m          | Der Brunnen (OSM-ID: 6424154248) befindet sich am Fußweg vom Parkplatz vor der Schönefelder Chaussee 231 zum Edeka-Center, gleich neben dem überdachten und umzäunten Abstellplatz für Motorräder. Der Brunnen ist im Eigentum des Landes Berlin. |
| Altgl    | TW048                         | Pegasuseck ggü. 2 (Schule) Lage Wohngebiet II                                  | Wolf einteilige Säule                 | 15–20 m          | Der Brunnen (OSM-ID: 6424154246) befindet sich in der Straße Pegasuseck vor der Grundschule am Pegasuseck (Pegasuseck 5). Auf der anderen Straßenseite liegt das Haus Pegasuseck 2. Der Brunnen steht zwischen Radweg und Bordstein auf einem gepflasterten Stück im Rasenstreifen. Für den Ablauf gepumpten Wassers ist ein Quadrateinlass an der Austrittseite der Säule. Es ist sowohl das „Kein Trinkwasser“-Schild als auch „Für Notwasser geeignet“ angebracht. Der Brunnen ist im Eigentum des Landes Berlin. |
| Altgl    | TW049 Klären als 46?? im Bild | Schönefelder Chaussee ggü. 191 (Kita) Lage Wohngebiet II                       | FSH-L dreiteilige Säule               | 15–20 m          | Der Brunnen (OSM-ID: 6424154247) befindet sich am Rand des Parkplatzes vor dem Haus Schönefelder Chaussee 191 neben der Kita „An der Milchstraße“. Der Brunnen ist etwas versteckt in einer dichten Hecke. Der Nummernmaler scheint sich hier vertan zu haben, zumal es im Altbezirk Treptow eine zweite Pumpe mit der Aufschrift 46 gibt. Der Brunnen ist im Eigentum des Landes Berlin. |
| Altgl    | TW050                         | Ortolfstraße 192 / Kita Lage Kosmosviertel                                     | FSH-L dreiteilige Säule               | 15–20 m          | Der Brunnen (OSM-ID: 7851278233) steht auf dem Grünstreifen zwischen beschranktem Fahrweg (Verbindungsweg zu den Häusern der Schönefelder Chaussee) und Fußweg in Höhe der Stirnseite des achtgeschossigen Wohnhauses 192 im Block 192–186. Der Brunnen befindet sich auf einer Betonplatte innerhalb einer Pflasterung. |
| Altgl    | TW051                         | Schönefelder Chaussee 253 Lage Kosmosviertel                                   | FSH-L dreiteilige Säule               | 20–30 m          | Der Brunnen (OSM-ID: 9091721413) steht hinter dem Wohnblock Schönefelder Chaussee 253–257 in der kleinen Parkanlage, die von allen vier Seiten von Gebäuden begrenzt wird. Der Brunnen steht hier auf einer ca. 200 m² großen gepflasterten Fläche. |
| Adler    | TW052                         | Arndtstraße ggü. 46 (Arndtplatz) Lage Adlershof Ost                            | Wolf einteilige Säule                 | 01–2 m           | Der Brunnen (OSM-ID: 4221464093) steht an der südlichen Fortsetzung der Arndtstraße ab Arndtplatz an deren östlicher Seite. Der Standort liegt auf dem unbebauten Viertelring des Platzes. Vor der Wolf-Säule liegt eine rechteckige Auffangplatte mit Abflussrinne zum Bordstein, an beiden Seiten sind Baumbügel. Am Brunnenständer ist sowohl der Hinweis „Kein Trinkwasser“ oberhalb vom Wasseraustritt, einem mit einem Flanschkranz am Ständer angeschraubten gebogenen Rohr, als auch in blauer Schrift ein Schild mit „Für Notwasser geeignet“ vorhanden. |
| Adler    | TW053                         | Abtstraße 1 Lage Adlershof Ost                                                 | Krausebrunnen                         | 02,5–3 m         | Der Straßenbrunnen (OSM-ID: 6336206828, Abtstraße/Adlergestell) steht an der Abtstraße im Westen vom Platz der Befreiung. Die Fahrbahn der Abtstraße führt nicht zum Adlergestell durch. Zur Abtstraße steht der Brunnen in der Mitte des verlängerten Gehwegs und von der Fahrbahn des Adlergestells sind es 10 Meter. |
| Adler    | TW054                         | Genossenschaftsstraße ggü. 70 Lage Adlershof Ost                               | Pankow Wappenschild GP                | 02,5–3 m         | Der Brunnen (OSM-ID: 6349702716, Marktplatz/Genossenschaftstraße) befindet sich auf dem Marktplatz von Adlershof. Gegenüber ist die Einfahrt zu den Marktpassagen neben dem Haus Genossenschaftsstraße 70. |
| Altgl    | TW055                         | Germanenplatz 2 / Germanenstraße 32 Lage Dorf Altglienicke                     | FSH-L dreiteilige Säule               | 20–30 m          | Der Brunnen (OSM-ID: 7550051051) steht am Rande der auf dem Platz befindlichen Grünfläche auf dem Streifen zwischen Straße und Gehweg, gegenüber den Häusern Germanenplatz 2 und Germanenstraße 32. |
| Altgl    | TW056                         | Malvenweg 129 Lage Dorf Altglienicke                                           | FSH-L dreiteilige Säule               | 10–15 m          | Der Brunnen (OSM-ID: 7550051052) steht an der nordwestlichen Straßenecke vor dem Eckgrundstück Malvenweg 129 10 Meter in den Malvenweg hinein. Durch einen Baumbügel und einen Poller geschützt steht der Brunnen auf einer Betonplatte innerhalb des Grünstreifens vor den Grundstücken. |
| Altgl    | TW057                         | Sachsenstraße / Schirnerstraße Lage Dorf Altglienicke                          | FSH-L dreiteilige Säule               | 20–30 m          | Nördlich der Kreuzung Sachsenstraße / Schirnerstraße steht die Schule am Altglienicker Wasserturm. Der Brunnen (OSM-ID: 7851278243) steht auf der Wiese vor der Schule in der Sachsenstraße. |
| Köpen    | K001                          | Glienicker Straße 41 / Mahlower Straße 37 Lage Köllnische Vorstadt             | FSH-L dreiteilige Säule               | 03–4 m           | Der Brunnen (OSM-ID: 7329229518) befindet sich vor der Giebelseite des Hauses Glienicker Straße 41a. Hier beginnt ein Teilstück der verzweigten Mahlower Straße. |
| Köpen    | K002                          | Grünauer Straße vor 93 (#100) Lage Köllnische Vorstadt                         | FSH-L dreiteilige Säule               | 02–3 m           | Der Brunnen (OSM-ID: 2735244200) steht an der nördlichen Zufahrt der zurückgesetzten Wohnhauszeile 89–99. Das Ufer der Dahme (Müllerecke) ist 150 Meter entfernt. Der Vollkropfgraben liegt etwa 50 Meter nördlicher vom Brunnenstandort. |
| Köpen    | K003                          | Pablo-Neruda-Straße ggü. 18 Lage Salvador Allende-Viertel                      | Krause                                | 02,5–3 m         | Der Brunnen (OSM-ID: 7329229516) steht auf dem südlichen Grünstreifen an der Pablo-Neruda-Straße. An dieser Seite der Straße grenzt der Volkspark Köpenick an. Auf der anderen Straßenseite befindet sich ein größerer Wohnblock. Der Eingang der ggü. liegenden Wohnungen mit der Hausnummer 18 liegt auf der Rückseite des Blockes. |
| Köpen    | K004                          | Ekhofplatz 3 Lage Wendenschloß                                                 | Krause                                | 02–2,5 m         | Der Brunnen (OSM-ID: 6835646130) steht auf dem Gehweg direkt am Straßenrand auf der Südostseite der um den Platz führenden Straße. Der Abfluss gelangt in einen Quadratrost mit eigenem Ablauf zur Straßenkanalisation. Das südöstliche Grundstück am Ekhofplatz ist mit Ekhofplatz 3 / Ekhofstraße 14 / Ostendorfstraße 47 ausgewiesen. Begrenzt ist der Brunnenstand mit zwei Pfosten. |
| Köpen    | K005                          | Ostendorfstraße 2 Lage Wendenschloß                                            | Krause                                | 2–2,5 m          | Der Brunnen (OSM-ID: 7851278241) steht im Rasenstreifen am westlichen Gehweg auf einer Betonplatte. Schwengel und Austritt liegen parallel zum Bordstein, an beiden Seiten schützen Baumbügel den Standort. Die Lienhardstraße quert 35 Meter nach Norden. |
| Köpen    | K006                          | Parrisiusstraße 16 Lage Dammvorstadt                                           | Krause                                | 2,5–3 m          | Der Brunnen (OSM-ID: 7757054683) steht am Rand der Parrisiusstraße vor dem Haus Nr. 16. Eine schmale Abflussrinne führt zur Bordsteinkante. |
| Köpen    | K007                          | Hämmerlingstraße 134 Lage Dammvorstadt                                         | FSH-L dreiteilige Säule               | 02,5–3 m         | Der Brunnen (OSM-ID: 7757054684) steht am Nordostende der Hämmerlingstraße ca. 70 m von der Annenstraße entfernt vor dem Gebäude Hämmerlingstraße 136 eines Autohauses. |
| Köpen    | K008                          | Kaulsdorfer Straße 176 (#180) Lage Köpenick Nord                               | Krause                                | 03–4 m           | Der Brunnen (OSM-ID: 6375954296) steht an der westlichen Straßenseite am Gehwegrand. Gegenüber vom Standort liegt ein grüner Stadtplatz der von der Kaulsdorfer, Gehsener Straße und der Verlängerung vom Wuhleblick gebildet wird. Der Lauf der Wuhle in Köpenick liegt 200 Meter nach Westen. |
| Köpen    | K009                          | Kaulsdorfer neben 141 Lage Köpenick Nord                                       | Krause                                | 03–4 m           | Der Brunnen (OSM-ID: 6375954295) steht an der östlichen Straßenseite der Kaulsdorfer auf der Brachfläche mit der Kleinschewskystraße. Gegenüber vom Standort mündet die Bahrendorfer Straße auf die Kaulsdorfer Straße an dieser Seite befindet sich schräg gegenüber ein Supermarkt. Der Krausebrunnen stand bereits 2008 an dieser Stelle, aber in den 2010er Jahren wurde er offensichtlich aufgearbeitet. |
| Köpen    | K010                          | Rautendeleinweg/Schneewittchenstraße Lage Wolfsgarten                          | FSH-L dreiteilige Säule               | 1,5–2 m          | Der Brunnen (OSM-ID: 7334898905) steht im Rautendeleinweg auf der Grasfläche neben der Straße vor dem Grundstück Schneewittchenstraße 23. |
| Frihg    | K011                          | Peter-Hille-Straße 1 Lage Bölschestraße                                        | FSH-L dreiteilige Säule               | 03–4 m           | Der Brunnen (OSM-ID: 7412481545) steht am östlichen Gehsteig 40 Meter nördlich der Friedrichshagener Schule (Peter-Hille-Straße 7). Zur Lindenallee befindet er sich nach Süden. Die rechteckige Betonplatte für den Brunnen liegt parallel zur Fahrbahn im Grünstreifen am Gehsteigrand. Der Straßeneinlass ist ebenfalls im Betton eingelassen, an der längeren freie Plattenseite ist der Handschwengel, so dient sie als Stehfläche. Die Hülse am Rohr für den Austritt ist lang, Trinkwasser- und Notwasserhinweis sind oberhalb vom Austritt aufgebracht. |
| Frihg    | K012                          | Müllroser Straße ggü. 8 Lage Bölschestraße                                     | FSH-L dreiteilige Säule               | 04–7 m           | Der Brunnen (OSM-ID: 7412481544) „Müllroser Straße 7“ steht vor dem Eckgrundstück Am Damm 23, an der Ostseite der Straße und 15 Meter nach Norden. Der Brunnenfuß steht mit dem davorliegenden Straßeneinlass in einer mit Kleinpflaster ergänzten Betonplatte. Der Brunnen ist betriebsbereit, das Schild „Kein Trinkwasser“ ist durch einen Aufkleber „Für Notwasser geeignet“ ergänzt. Die Hülse am Austritt ist kurz, der Körper am Schwengelhandgriff eine Kugel. |
| Rahnd    | K013                          | Plutoweg 69 (ggü. 66) Lage Neu-Venedig                                         | FSH-L dreiteilige Säule               | 04–7 m           | Der Brunnen (OSM-ID: 7341390972) steht an der Nordseite auf dem Rasenstreifen des Plutowegs am Eckgrundstück Rialtoring 12 und ist 20 Meter vom Rialtoring entfernt. Der funktionsfähige Brunnen hat für den Wasseraustritt eine lange Hülse und trägt über dem Austritt einen Hinweis „Kein Trinkwasser“ und als zweites mit Ansicht zur Straße das entsprechende Verbotssymbol. Mit dem Straßeneinlass steht der Brunnen auf einer Betonplatte und ist durch zwei Baumbügel geschützt. Der Standort grenzt an die Ortslage Neu-Venedig. |
| Rahnd    | K014                          | Püttbergeweg 92 Lage Rahnsdorf                                                 | FSH-L dreiteilige Säule               | 04–7 m           | Der Brunnen (OSM-ID: 7341390974) steht an der Straßenecke Fangschleuser/Püttbergeweg auf der dreieckigen Rasenfläche südwestlich der Fangschleuser Straße zu. Der Brunnenfuß über einen Zwischenflansch am Sockelrohr befestigt steht auf einer Betonplatte, in die auch der Straßeneinlass eingebracht sit. An beiden Seiten der Platte ist der Brunnen gegen Anfahren durch Kraftfahrzeuge, die auf dem Rasenstreifen parken, geschützt. Der betriebsbereite Brunnen gibt zwar laut Schild kein Trinkwasser, aber es ist ein Schild „Für Notwasser geeignet“ angebracht. |
| Rahnd    | K015                          | Frankenbergstraße 32 (ggü. 31) Lage Wilhelmshagen                              | FSH-L dreiteilige Säule               | 07–10 m          | Der Brunnen (OSM-ID: 7341390973) steht in Wilhelmshagen vor dem Grundstück Schönblicker Straße 36 auf dem nördlichen Gehweg der Frankenbergstraße. Durch zwei Baumbügel an der Betonplatte, auf der der Brunnen mit dem Straßeneinlass steht, ist er gegen Anfahren geschützt. Der Brunnen hat für den Austritt eine lange Hülse und ist mit „Keine Trinkwasser“ und dem Schild „Für Notwasser geeignet“ beschriftet. |
| Köpen    | K016                          | Oberspreestraße 138 Lage Spindlersfeld                                         | Krause                                | 03–4 m           | Der Krausebrunnen (OSM-ID: 6475351180) steht an Südwestecke der Kreuzung Oberspreestraße und Ottomar-Geschke-Straße. Der Standort befindet sich am hinteren Rand des Gehwegs vor der Rasenfläche zur Total-Tankstelle 10 Meter zur Oberspreestraße. Nach Süden vom Brunnen befindet sich die Haltestelle „S Spindlersfelde“ der Straßenbahn. Der Brunnenfuß ist auf einer Betonfläche verschraubt und unter dem Wasserausritt befindet sich der runde Straßeneinlass des Brunnens. Der Standort des Brunnens ergibt sich aus dem vormaligen Grundstücksrand des Konstadter Wegs 2, bevor auf dem Grundstück die Tankstelle erbaut wurde. Nördlich der Oberspreestraße befindet sich der Endbahnhof Spindlersfelde der S-Bahn. Der Hinweis „Kein Trinkwasser“ befindet sich oberhalb der Zierwulst am Brunnenkörper und ist vom Austrittsrohr her lesbar. |
| Obers    | K017                          | Marienstraße 9 Lage Oberschöneweide Ost                                        | abgebaut                              |                  | Der Brunnen stand 60 Meter nördlich der Plönzeile am östlichen Gehweg der Marienstraße vor Eckgebäude Marienstr. 9 / Kottmaierstraße. Auf Grund der Grundwassersituation und dem Zustand des Brunnens wurde er (wohl schon vor 2010) stillgelegt und gezogen. Es ist für den Brunnen ab Jahr 2020 die Instandsetzung durch eine Überbohrung vorgesehen. Der Brunnen ist im Eigentum des Landes Berlin. |
| Obers    | K018                          | Treskowstraße ggü. 5 (Waldowplatz) Lage Oberschöneweide Ost                    | Pankow Wappenschild GP                | 03–4 m           | Der Brunnen (OSM-ID: 2804261174) steht nördlich am Waldowplatz an der Westseite in die Treskowstraße hinein. Der Standort ist somit südlich der Straße An der Wuhlheide vor der Grünfläche hinter der Wohnhauszeile. Der Brunnen ist im Eigentum des Landes Berlin. |
| Köpen    | K019                          | Oberspreestraße ggü. 187 Lage Spindlersfeld                                    | Krause                                | 03–4 m           | Der Brunnen (OSM-ID: 3524354422 – Gutenbergstraße/Oberspreestraße) steht an der Ostecke (Grundstück Nummer 1) der Gutenberg- mit der Oberspreestraße (Köllnischer Platz). Die Grünfläche am Brunnen befindet sich 40 Meter bis zum Dahmeufer (Lange Brücke). Der Brunnen ist im Eigentum des Landes Berlin. |
| Köpen    | K020                          | Schubertstraße 15 (Birnbaumer Straße) Lage Köpenick Nord                       | Krause                                | 03–4 m           | Der Brunnen (OSM-ID: 4582639877) steht 15 Meter südlich der Birnbaumer Straße an der östlichen Straßenseite vor dem Grundstück. Das Ufer der Wuhle liegt von hier 200 Meter nach Osten, zur Bahnstrecke sind es 90 Meter. Nach Auskunft eines Anwohners wurde die Krausesäule um 2015 neu hergerichtet und seitdem befindet sich das Schild „Kein Trinkwasser“ am Brunnenkörper, das gepumpte Wasser wird von Anwohnern genutzt, da es im Gegensatz zum Leitungswasser für Gartenzwecke kostenlos ist. Der Brunnen ist im Eigentum des Landes Berlin. |
| Köpen    | K021                          | Grüne Trift 33b Lage Kietzer Feld                                              | abgebaut                              |                  | Der Brunnen stand 40 Meter nördlich des Klepschweges am südlichen Ende des Wohnblocks 25–33b. Östlich davon befindet sich die Grüne-Trift-Schule (Grüne Trift 23d, vormals Technische Hilfsschule „Hermann Gramsch“). Die betonierte, ausgebesserte Stelle des Gehweges ist noch zu erkennen. |
| Köpen    | K022                          | Müggelschlößchenweg 54 Lage Salvador_Allende_Viertel                           | FSH-L dreiteilige Säule               | 03–4 m           | Der Brunnen (OSM-ID: 7341390975) steht in dichtem Gebüsch auf dem Parkplatz vor dem Haus Müggelschlößchenweg 54 und ist deshalb schwer auszumachen. |
| Köpen    | K023                          | Alfred-Randt-Straße 11 Lage Kietzer Feld/Nachtheide                            | FSH-L dreiteilige Säule               | 03–4 m           | Der Brunnen (OSM-ID: 7757054681) steht auf einem Spielplatz hinter der Alfred-Randt-Straße 11. Das 21-/23-geschossige Doppelhochhaus Alfred-Randt-Straße 11/13 ist von Parkplätzen und Waldstücken umgeben und steht zwischen Erwin-Bock-Straße und der umlaufenden Alfred-Randt-Straße. |
| Köpen    | K024                          | Rudower Straße 32 Lage Altglienicke                                            | abgebaut                              |                  | Der Brunnen stand vor dem Haus Rudower Straße 32, schräg gegenüber der Einmündung der Pfarrwöhrde. Der ehemalige Standort ist nicht mehr zu erkennen, da der Belag auf Straße und Gehweg komplett erneuert wurde. |
| Köpen    | K025                          | Salvador-Allende-Straße / Azaleenstraße Lage Allende II                        | FSH-L dreiteilige Säule               | 03–4 m           | Der Brunnen (OSM-ID: 7757054682) steht am Rande des Waldstückes, das sich südlich der Azaleenstraße befindet. |
| Frihg    | K026                          | Werlseestraße 30 (FAH-Park???) Lage Bölschestraße                              | FSH-L dreiteilige Säule               | 04–7 m           | Der Brunnen (OSM-ID: 7757097185) steht gegenüber dem Haus Werlseestraße 30 und nahe der Einmündung der Julius-Hart-Straße in der dort befindlichen Parkanlage. |
| Müggh    | K027                          | Alt-Müggelheim 21 (Kirche) Lage Müggelheim                                     | Krause                                | 02,5–3 m         | Der Brunnen (OSM-ID: 6915271052) steht auf dem Dorfanger von Müggelheim vor dem Haus Alt-Müggelheim 21 an der stadteinwärts führenden Straße in der Nähe der Dorfkirche. |
| Köpen    | K028                          | Jägerstraße 3 (Schüßlerplatz) Lage Altstadt                                    | Lauchhammer Typ II                    | 03–4 m           | Der Brunnen (OSM-ID: 1530424378) steht in der Köpenicker Altstadt zwischen den Bäumen der Ostecke am Schüßlerplatz zwischen Jäger- und Rosenstraße. Die Fläche des Stadtplatzes ist gepflastert, unter dem Wasseraustritt in Form eines Drachenkopfes befindet sich eine runde Mulde aus Kleinpflaster, die als Rinne zum Straßengerinne geführt ist. Darüber wird zu viel gepumptes Wasser in die Regenwasserkanalisation geführt. |
| Müggh    | K029                          | Becherbacher Straße / Odernheimer Straße Lage Müggelheim                       | FSH-L dreiteilige Säule               | 03–4 m           | Der Brunnen (OSM-ID: 6915271053) befindet sich auf der Nordseite der Becherbacher Straße ca. 10 m von der Einmündung in die Odernheimer Straße. Hinter dem Brunnen liegt die Sportanlage Müggelheim. |
| Schmö    | K030                          | Rohrwallallee 61a/b Lage Karolinenhof                                          | Krause                                | 03–4 m           | Der Brunnen (OSM-ID: 7740239597) steht an der östlichen Straßenseite vor der Grundstücksgrenze zwischen Rohrwallallee 61a und 61b. Gegenüber mündet der Peitzer Weg spitzwinklig von Nordwest. Die Dahme liegt ca. 60 m entfernt in östlicher Richtung. |
| Köpen    | K031                          | Müggelheimer Straße ggü. 21 Lage Salvador-Allende-Viertel                      | FSH-L dreiteilige Säule               | 02,5–3 m         | Der Brunnen (OSM-ID: 7329229517) befindet sich auf der Brachfläche zwischen dem Wohnhaus Müggelheimer Straße 40 und dem ALDI-Supermarkt. Für 2008 stand der FSH-Brunnen hinter dem Bauzaun auf der Brachfläche. Der Standort befindet sich gegenüber der mündenden Pohlestraße in Verlängerung von deren Straßenlauf. Seit den 1980er Jahren ist das Gelände (Grundstück 34/35) – südwestlich vom „Schwefelberg“ – als Baustelle ausgewiesen. Von hier bestand der Zugang zur Nitritfabrik AG, seit den 2000er Jahren stehen hier in der Tiefe von der Müggelheimer Straße die Wohnhäuser Am Schloßberg 14–32. |
| Schmö    | K032                          | Alt-Schmöckwitz 12 Lage Schmöckwitz                                            | Krause                                | 02,5–3 m         | Der Straßenbrunnen 32 (OSM-ID: 6374154737) steht auf der Grünfläche Alt-Schmöckwitz am Südende des Adlergestells. Das einfache Schild „Kein Trinkwasser“ befindet sich am Schwengel, und zudem unterhalb des oberen Schmuckkranzes am Schaft des Brunnengehäuses. Um diese Grünanlage befindet sich die Wendeschleife der Straßenbahnlinie 68 (vormals Uferbahn). Der Brunnen steht mittig am Anlagenweg etwas daneben im Rasen. Eingebettet mit dem Viereckrost zur Straßenentwässerung sind beide in Beton eingegossen. Der Brunnen steht 100 Meter zur Grimnitz und 100 Meter vom Dahmeufer. |
| Frihg    | K033                          | Stillerzeile 127 Lage Hirschgarten                                             | FSH-L dreiteilige Säule               | 03–4 m           | Der Brunnen (OSM-ID: 7757097186) steht auf der Grünfläche vor dem Häuserblock Stillerzeile 126 bis 134 gegenüber der Stillerzeile 127. |
| Frihg    | K034                          | Bölschestraße 30 (Kirche) Lage Bölschestraße                                   | Krause                                | 03–4 m           | Der Brunnen (OSM-ID: 4893453207) steht im Friedrichshagener Zentrum vor der Christophoruskirche. |
| Grüna    | K035                          | Regattastraße 175 Lage Grünau                                                  | Krause                                | 01–2 m           | Der Brunnen (OSM-ID: 3400706772) steht an der Ostseite der Regattastraße am Rand der Grünfläche zur Dahme hin, gegenüber der mündenden Libboldallee auf einer in die Anlage gesetzten Platte. Nördlich von der Plumpe steht das Gesellschaftshaus Grünau (Nummer 167). |
| Obers    | K036                          | Deulstraße 17 Lage Oberschöneweide West                                        | Krause                                | 3–4 m            | Der Brunnen (OSM-ID: 7765104495) steht auf dem westlichen Gehweg in Höhe des Hauseinganges des viergeschossigen Wohngebäudes. Der Standort befindet sich im Kleinpflaster der Baumflucht des Gehwegs. Auf dem Eckgrundstück Helmholtzstraße 17 / Deulstraße 16 steht die Friedenskirche (Methodisten-Gemeinde Berlin-Oberschöneweide). |
| Obers    | K037                          | Griechische Allee 24 Lage Oberschöneweide Ost                                  | Krause                                | 04–7 m           | Der Brunnen (OSM-ID: 3912758141, Griechische Allee / Triniusstraße) steht im Griechischen Park am Ostrand der Triniusstraße. Griechische Allee 24 ist das nächste Gebäude. |
| Obers    | K038                          | Rathenaustraße/Kottmeierstraße Lage Oberschöneweide Ost                        | FSH-L                                 | 3–4 m            | Der Brunnen (OSM-ID: 8554634670) steht am nordwestlichen Straßenrand der Rathenaustraße gegenüber dem Haus Nr. 38, ca. 10 m von der Einmündung der Kottmeierstraße entfernt. Der Brunnen scheint schon vor 2014 gezogen worden zu sein, wurde aber Anfang 2021 wiedererrichtet. |
| Frihg    | K039                          | Bruno-Wille-Straße 62 / Rahnsdorfer Straße Lage Bölschestraße                  | Krause                                | 03–4 m           | Der Krausebrunnen (OSM-ID: 7412481543) steht im Friedrichshagener Gebiet östlich der Bölschestraße am westlichen Gehsteig 15 Meter von der Rahnsdorfer Straße. Schräg über die Kreuzung steht die Gerhart-Hauptmann-Schule Friedrichshagen (Bruno-Wille-Straße 37). Der Brunnen steht auf der rechteckigen Betonplatte quer zur Fahrbahn im grünen Randstreifen des Gehsteigs. |
| Köpen    | K040                          | Mittelheide ggü. 47 Lage Märchenviertel                                        | Pankow Wappenschild GP                | 04–7 m           | Der Brunnen (OSM-ID: 6370728716, Mittelheide 48) steht auf dem Gehsteig am Straßenrand gegenüber dem Haus 47. Auf der Seite des Brunnens befindet sich eine Grünfläche vor den Häusern Mittelheide 48–64. |
| Rahnd    | K041                          | Triglawstraße ggü. 16 / Baldurstraße Lage Hessenwinkel                         | FSH-L dreiteilige Säule               | 03–4 m           | Der Brunnen (OSM-ID: 4623679217) steht auf der Triglaw-Insel im nördlichen Winkel zwischen Triglaw- und Baldurstraße. Zum Spreeufer (Triglawbrücke) sind es 90 Meter nach Norden, der Alte Spreearm nach Westen ist 85 Meter entfernt und im Osten befindet sich der Dämeritzsee 200 Meter entfernt. Hinter dem Brunnen liegt das Eckgrundstück Triglawstraße 13 / Baldurstraße 2. Der Brunnen steht auf einer laubbedeckten Betonplatte, in der sich der Straßeneinlass für den Ablauf befindet. Der Brunnen ist betriebsbereit und mit „Kein Trinkwasser“ und „Als Notwasser geeignet“ beschriftet. Die Rasenflächen der Straßenecke wird zum Parken von Kfz benutzt, der Brunnen ist gegen Anfahren durch zwei Baumbügel gesichert. Die Hülse, mit der der Austritt befestigt ist, ist kurz. Der Schwengel am halbrunden Kopfansatz besitzt einen Kugelkörper am Handgriff zur Verbesserung der Pumpkraft.                                                                        |
| Köpen    | K042                          | Mahlsdorfer Straße 97 Lage Köpenick Nord (Dammfeld)                            | FSH-L dreiteilige Säule               | 04–7 m           | Der Brunnen (OSM-ID: 6521586309) steht auf der etwas größeren Grünfläche Mahlsdorfer Straße Ecke Gehsener Straße. |
| Grüna    | K043                          | Lahmertstraße / Friedrich-Wolf-Straße Lage Grünau                              | FSH-L dreiteilige Säule               | 02,5–3 m         | Der Brunnen (OSM-ID: 6341152124) steht an der Südseite der Lahmertstraße vor dem Eckhaus Lahmertstraße 22/22a etwas versetzt zur gegenüber mündenden Friedrich-Wolf-Straße. Das Dahmeufer liegt 400 Meter nach Osten. |
| Frihg    | K044                          | Sternallee 9 (Hirteplatz) Lage Hirschgarten                                    | FSH-L dreiteilige Säule               | 03–4 m           | Der Brunnen (OSM-ID: 6322426375) steht im Norden des Hirteplatzes zur Sternallee, der Hohe Weg verläuft 10 Meter entfernt nach Nordost. Der Brunnen in der Ortslage Hirschgarten steht gemeinsam mit dem Straßeneinlass auf einem Pflastermosaik im Rasenbereich neben dem kleingepflasterten Gehweg. Der betriebsbereite Brunnen ist mit dem Hinweis, dass er kein Trinkwasser gibt, dieses aber für Notwasseer eingesetzt werden kann. Neben dem Brunnenfuß befindet sich eine Schachtabdeckung des Friedrichshagener Wasserwerks. Die (Müggel-)Spree fließt 120 Meter südlich. |
| Frihg    | K045                          | Scharnweberstraße neben 49 / Breestpromenade Lage Bölschestraße                | Krause                                | 03–4 m           | Der betriebsbereite Brunnen (OSM-ID: 6322426330) steht am Gehsteig der Scharnweberstraße zur Südostecke mit der Breestpromenade. Der Fuß des Krausebrunnens ist auf dem Sockelrohr in einem Pflastermosaik eingelassen, durch die Form des Kleinpflasters erkennbar wurde der Straßeneinlass später eingesetzt. Der Handgriff am Schwengel hat eine Kugelbeschwerung. Zwei Aufkleber „Kein Trinkwasser“ und „Für Notwasser geeignet“ befinden sich oberhalb vom Austritt. |
| Schmö    | K046                          | Schappachstraße 10 Lage Karolinenhof                                           | Krause                                | 02–3 m           | Der Brunnen (OSM-ID: 2673465209, Schappachstraße / Treppendorfer Weg) steht in der Schappachstraße 10 Meter östlich der Treppendorfer Straße. |
| Rahnd    | (privat)                      | Dorfstraße 11 Lage Alt-Rahnsdorf                                               | NP75                                  | 01–2 m           | Der von dem Anlieger privat aufgestellte grüne Straßenbrunnen steht auf seinem Grundstück Dorfstraße 11 gegenüber der Kirche. Es handelt sich um einen handelsüblichen manuellen Gartenbrunnen mit offenem Schwengelansatz durch „HP“ und die Ringstruktur am Ständer markiert. Die Unterhaltung der Betriebsbereitschaft wird ebenfalls vom Aufsteller durchgeführt, jedoch ist der Brunnen der öffentlichen Nutzung zugelassen. Besucher von Alt-Rahnsdorf und insbesondere Radtouristen, die beispielsweise über die Müggelspree von den Müggelheimer Wiesen zur Rahnsdorfer Kruggasse übersetzten, nutzen in den Sommermonaten diese Zapfstelle. Sie dient Kindern als Spielplatz, was durch die Ruhebank begünstigt ist, wohl auch zu Störungen führt. Für die Wintermonate wird durch den Besitzer das Wasser aus der Pumpe abgelassen, die Versandungen im Kolben entfernt und das Gehäuse umhüllt.                                                                           |
| Köpen    | (ohne)                        | Am Generalshof ggü. 1a Lage Dammvorstadt                                       | Krause                                | 01–2 m           | Der Brunnen (OSM-ID: 6375954297) steht am Fußweg zwischen Am Generalshof und der Bahnhofstraße und 40 Meter südlich von der Friedrichshagener Straße. Der Krausebrunnen ist in desolatem und nicht nutzbaren Zustand oder wurde noch nicht (wie andere Köpenicker Brunnen) renoviert. Der Handschwengel und der Abschluss für das Brunnengehäuse fehlen, obwohl der Wasseraustritt noch vorhanden ist. Der Fußweg befindet sich gegenüber vom evangelischen Gemeindehaus (1a). Durch den Park nördlich vom Platz des 13. April ist das Ufer der Alten Spree 250 Meter Richtung Baumgarteninsel entfernt. Der Grundwasserflurabstand verringert sich bis dahin weiter. |
| Köpen    | (ohne)                        | hinter Kirchstraße 3 Lage Altstadt                                             | (A 11)                                | 01,5–2 m         | Der Brunnen (OSM-ID: 6389108830) stand hinter der Kirchstraße 3 an dem Fußweg, der zum Futranplatz führt. Die gepflasterte Ablaufrinne führte zur Sandfläche eines Spielplatzes. Die Pumpe war nicht mehr funktionstüchtig, da der Handschwengel fehlte. Der Brunnen ist 2020 ersetzt worden durch einen Spielplatzbrunnen der Firma Richter Spielgeräte GmbH mit Anschluss an das Trinkwassernetz. Der Brunnen steht auf einer Metallplatte die den Brunnenschacht abdeckt. |

## OpenStreetMap
- Straßenbrunnen des Bezirks auf OpenStreetMap erfasst
- Straßenbrunnen in Berlin – OpenStreetMap Wiki. In: wiki.openstreetmap.org. 21. Juni 2010, abgerufen am 8. Februar 2018 (englisch).